# Bruno Fernando
Bruno Afonso David Fernandes, connu sous le nom de Bruno Fernando, né le 15 août 1998 à Luanda en Angola, est un joueur angolais de basket-ball évoluant au poste de pivot et mesurant 2,05 m.

## Carrière au lycée
Originaire de Luanda, Angola, Bruno Fernando commence à jouer au basket-ball dans sa ville natale. Alors qu’il joue le Championnat du monde des moins de 17 ans en 2014 avec l’équipe nationale angolaise, il attire l’attention des recruteurs aux États-Unis. Début 2015, il rejoint la Montverde Academy (en) à Montverde. Il s'engage avec l'équipe universitaire des Southern Methodist University en avril 2016 mais décide le mois suivant d'intégrer le système éducatif américain avec une année de retard. Il passe la saison 2016-2017 à IMG Academy (en) à Bradenton, Floride. En octobre 2016, Bruno Fernando s’est engagé avec les Terrapins du Maryland, après avoir également envisagé d'aller à Auburn, Alabama, et Florida State, entre autres.

## Carrière universitaire
Fernando fait ses débuts pour les Terrapins le 10 novembre 2017, contre les Seawolves de Stony Brook. En tant que remplaçant, il marque dix points avec deux rebonds, une passe décisive, un contre et une interception en 13 minutes de jeu. Il est nommé Big Ten Freshman de la semaine le 8 janvier 2018, après avoir obtenu 17 points et 11 rebonds contre les Nittany Lions de Penn State et un record en carrière de 21 points dans une victoire de 91-73 contre les Hawkeyes de l'Iowa. Fernando réalise une solide saison de première année avec des moyenne de 10,3 points, 6,5 rebonds et 1,2 contre par match, et est nommé All-Big Ten Freshman. Après la saison, Fernando se déclare candidat à la draft 2018 de la NBA et participe au NBA draft combine (en), mais se retire de la draft et retourne aux Terrapins.

## Carrière professionnelle

### Hawks d'Atlanta (2019-2021)

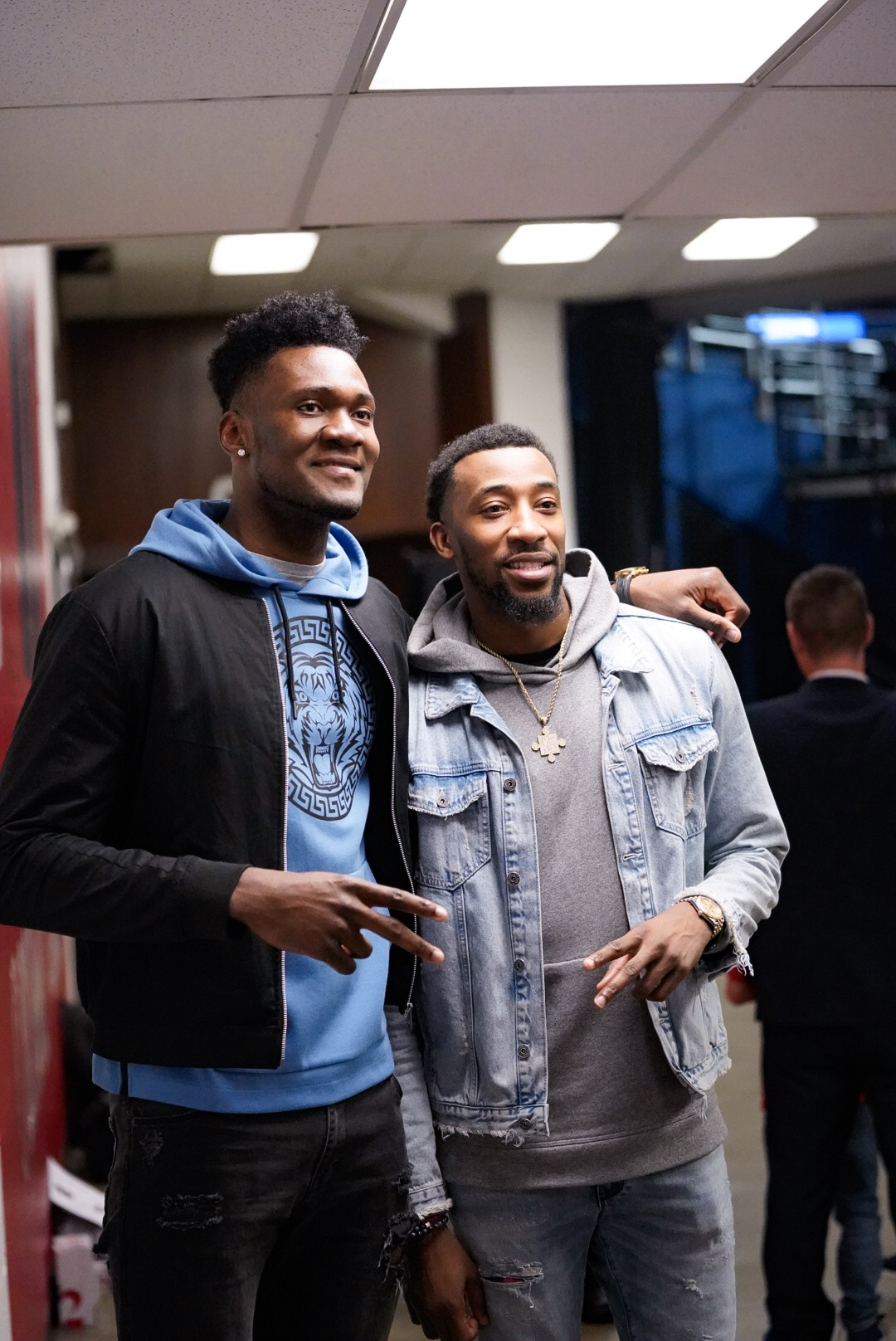
Fernando and Jordan McRae in 2019

Fernando est sélectionné comme le 34e choix de la draft 2019 de la NBA par les 76ers de Philadelphie. Fernando est le premier joueur angolais à être sélectionné dans la draft de la NBA. Il est envoyé aux Hawks d'Atlanta. Le 7 juillet 2019, les Hawks annoncent qu’ils ont signé Fernando. Le 24 octobre 2019, Fernando fait ses débuts en NBA, en tant que remplaçant dans une victoire de 117-100 contre les Pistons de Detroit avec sept points, trois rebonds et deux passes décisives. Il est affectaté à l’affilié NBA G League des Hawks, les Skyhawks de College Park, le 25 novembre. Il fait ses débuts en G League ce soir-là. Fernando manque plusieurs matchs en janvier 2020 en raison du décès de sa mère.
Le 20 juin 2021, Fernando est suspendu pour un match sans solde pour avoir quitté le banc lors d’une altercation entre les Hawks et les 76ers de Philadelphie.

### Celtics de Boston (2021-2022)
Le 7 août 2021, Fernando est envoyé aux Celtics de Boston dans un échange à trois équipes impliquant les Kings de Sacramento. Le 19 novembre 2021, Fernando fait ses débuts avec les Celtics du Maine, en G League, marquant quatre points et tirant à 100 % au tir global.

### Rockets de Houston (2022-2023)
Le 10 février 2022, les Rockets de Houston acquièrent Fernando, Enes Kanter Freedom, et Dennis Schröder des Celtics en échange de Daniel Theis.
Le 26 juillet 2022, Fernando signe à nouveau avec les Rockets dans un contrat two-way. Le 2 octobre, les Rockets convertissent son contrat two-way en un contrat standard de 10,9 millions de dollars sur quatre ans. Le 19 octobre, il est titularisé pour la première fois avec une performance de sept points, neuf rebonds et sept passes décisives dans une défaite de 117 à 107 contre les Hawks d’Atlanta.

### Hawks d'Atlanta (2023-2024)
Le 9 février 2023, Fernando et Garrison Mathews sont envoyés aux Hawks d'Atlanta en échange de Justin Holiday, Frank Kaminsky, et de deux futurs choix de deuxième tours de draft.

### Raptors de Toronto (2024-2025)
En août 2024, Fernando rejoint les Raptors de Toronto en NBA. Il est licencié en janvier 2025.

## Palmarès
- First-team All-Big Ten (2019)
- Big Ten All-Defensive team (2019)
- Big Ten All-Freshman team (2018)

## Statistiques

### Universitaires
| Saison    | Équipe   | Matchs | Titul. | Min./m | % Tir | % 3pts | % LF | Rbds/m. | Pass/m. | Int/m. | Ctr/m. | Pts/m. |
| --------- | -------- | ------ | ------ | ------ | ----- | ------ | ---- | ------- | ------- | ------ | ------ | ------ |
| 2017-2018 | Maryland | 30     | 20     | 22,4   | 57,8  | 33,3   | 74,0 | 6,53    | 0,70    | 0,37   | 1,23   | 10,27  |
| 2018-2019 | Maryland | 34     | 33     | 30,0   | 60,7  | 30,0   | 77,9 | 10,65   | 2,00    | 0,65   | 1,88   | 13,59  |
| Total     | Total    | 64     | 53     | 26,4   | 59,5  | 30,8   | 76,3 | 8,72    | 1,39    | 0,52   | 1,58   | 12,03  |

### Professionnelles

#### Saison régulière
| Saison    | Équipe  | Matchs | Titul. | Min./m | % Tir | % 3pts | % LF | Rbds/m. | Pass/m. | Int/m. | Ctr/m. | Pts/m. |
| --------- | ------- | ------ | ------ | ------ | ----- | ------ | ---- | ------- | ------- | ------ | ------ | ------ |
| 2019-2020 | Atlanta | 56     | 13     | 12,7   | 51,8  | 13,5   | 56,9 | 3,54    | 0,88    | 0,32   | 0,30   | 4,29   |
| 2020-2021 | Atlanta | 33     | 0      | 6,8    | 40,9  | 0,0    | 68,2 | 2,36    | 0,30    | 0,12   | 0,09   | 1,55   |
| 2021-2022 | Boston  | 20     | 0      | 2,9    | 50,0  | 100,0  | 80,0 | 0,75    | 0,20    | 0,00   | 0,15   | 0,95   |
| 2021-2022 | Houston | 10     | 0      | 9,4    | 70,7  | 0,0    | 57,9 | 4,00    | 0,30    | 0,10   | 0,80   | 6,90   |
| Total     | Total   | 119    | 13     | 9,2    | 52,7  | 14,6   | 60,8 | 2,78    | 0,55    | 0,19   | 0,26   | 3,18   |

Mise à jour le 25 juillet 2022

#### Playoffs
| Saison | Équipe  | Matchs | Titul. | Min./m | % Tir | % 3pts | % LF  | Rbds/m. | Pass/m. | Int/m. | Ctr/m. | Pts/m. |
| ------ | ------- | ------ | ------ | ------ | ----- | ------ | ----- | ------- | ------- | ------ | ------ | ------ |
| 2021   | Atlanta | 6      | 0      | 1,9    | 66,7  | 0,0    | 100,0 | 0,17    | 0,00    | 0,00   | 0,00   | 1,00   |
| Total  | Total   | 6      | 0      | 1,9    | 66,7  | 0,0    | 100,0 | 0,17    | 0,00    | 0,00   | 0,00   | 1,00   |

Mise à jour le 25 octobre 2021

## Records sur une rencontre en NBA
Les records personnels de Bruno Fernando en NBA sont les suivants, :
| Type de statistique        | Saison régulière | Saison régulière        | Saison régulière | Playoffs | Playoffs              | Playoffs     |
| Type de statistique        | Record           | Adversaire              | Date             | Record   | Adversaire            | Date         |
| -------------------------- | ---------------- | ----------------------- | ---------------- | -------- | --------------------- | ------------ |
| Points                     | 25               | Hornets de Charlotte    | 23 mars 2024     | 4        | @ Bucks de Milwaukee  | 25 juin 2021 |
| Paniers marqués            | 11               | Hornets de Charlotte    | 23 mars 2024     | 1        | 2 fois                | 2 fois       |
| Paniers tentés             | 14               | Hornets de Charlotte    | 23 mars 2024     | 1        | 3 fois                | 3 fois       |
| Paniers à 3 points réussis | 1                | 6 fois                  | 6 fois           | -        | -                     | -            |
| Paniers à 3 points tentés  | 3                | @ 76ers de Philadelphie | 24 février 2020  | -        | -                     | -            |
| Lancers francs réussis     | 5                | Kings de Sacramento     | 30 mars 2022     | 2        | @ Bucks de Milwaukee  | 25 juin 2021 |
| Lancers francs tentés      | 6                | Kings de Sacramento     | 30 mars 2022     | 2        | @ Bucks de Milwaukee  | 25 juin 2021 |
| Rebonds offensifs          | 6                | Clippers de Los Angeles | 22 janvier 2020  | 1        | 76ers de Philadelphie | 11 juin 2021 |
| Rebonds défensifs          | 10               | 2 fois                  | 2 fois           | -        | -                     | -            |
| Rebonds totaux             | 12               | Wizards de Washington   | 26 janvier 2020  | 1        | 76ers de Philadelphie | 11 juin 2021 |
| Passes décisives           | 3                | 5 fois                  | 5 fois           | -        | -                     | -            |
| Interceptions              | 2                | 5 fois                  | 5 fois           | -        | -                     | -            |
| Contres                    | 3                | Kings de Sacramento     | 1er avril 2022   | -        | -                     | -            |
| Balles perdues             | 3                | 3 fois                  | 3 fois           | -        | -                     | -            |
| Minutes jouées             | 23               | Grizzlies de Memphis    | 2 mars 2020      | 7        | @ Bucks de Milwaukee  | 25 juin 2021 |

- Double-double : 3
- Triple-double : 0

Dernière mise à jour : 2 août 2022